# Welmbüttel
Welmbüttel là một đô thị thuộc huyện Dithmarschen, trong bang Schleswig-Holstein, nước Đức. Đô thị Welmbüttel có diện tích 7,6 km², dân số thời điểm 31 tháng 12 năm 2006 là 461 người.